# Węzeł (mechanika)
Węzeł – fragment konstrukcji budowlanej stanowiący połączenie jej elementów.
W konstrukcjach stalowych węzły składają się z blach łączących pręty za pomocą nitów lub spoin. W konstrukcjach żelbetowych węzły utworzone są przez odpowiednie ukształtowanie zbrojenia zapewniające sztywność połączenia.
W zależności od potrzeby węzły mogą być wykonane w wersji przegubowej co wymaga ich odpowiedniego skonstruowania.